# رود مارخا
رود مارخا (روسی: Марха́) یک رودخانه در استان یاقوتستان کشور روسیه است.